# شهر اخمتا
شهر اخمتا (به لاتین: Akhmeta municipality) یکی از شهرستان‌های استان کاختی در گرجستان است.

## خصوصیات
بر طبق سرشماری سال ۲۰۰۲ میلادی، مساحت این شهرستان ۲٬۲۰۸ کیلومترمربع و جمعیت آن برابر با ۴۱٬۶۴۱ نفر بوده‌است.